# The Perfect Nanny
The Perfect Nanny (nella versione in italiano La tata perfetta) è una canzone tratta dal film di Walt Disney Mary Poppins, ed è composta da Richard e Robert B. Sherman. Il brano è stato inserito all'inizio del film, mentre la sua melodia è utilizzata durante tutto il film come leitmotiv per i bambini. È cantata dai personaggi di Jane Banks (interpretata da Karen Dotrice) e Michael Banks (Matthew Garber). La canzone è presente anche nel musical Mary Poppins di Cameron Mackintosh.
Il brano rappresenta una trasposizione musicale di un sedicente annuncio pubblicitario, redatto dai due bambini protagonisti del film, per trovare una "tata perfetta". Nel film, il signor Banks non dando molto peso alle richieste dei due bimbi, getta l'annuncio nel caminetto. Tuttavia il foglietto viene risucchiato e vola in cielo fino ad arrivare a Mary Poppins.
Il brano viene cantato, con un testo modificato e più irriverente, anche da Bart e Lisa Simpson nel tredicesimo episodio della ottava stagione del cartone animato I Simpson, intitolato Simpsoncalifragilistichespirali-d'oh-so.